# Molophilus pieltaini
Molophilus pieltaini är en tvåvingeart som beskrevs av Edwards 1938. Molophilus pieltaini ingår i släktet Molophilus och familjen småharkrankar.
Artens utbredningsområde är Spanien. Inga underarter finns listade i Catalogue of Life.